# Colonizarea Basarabiei

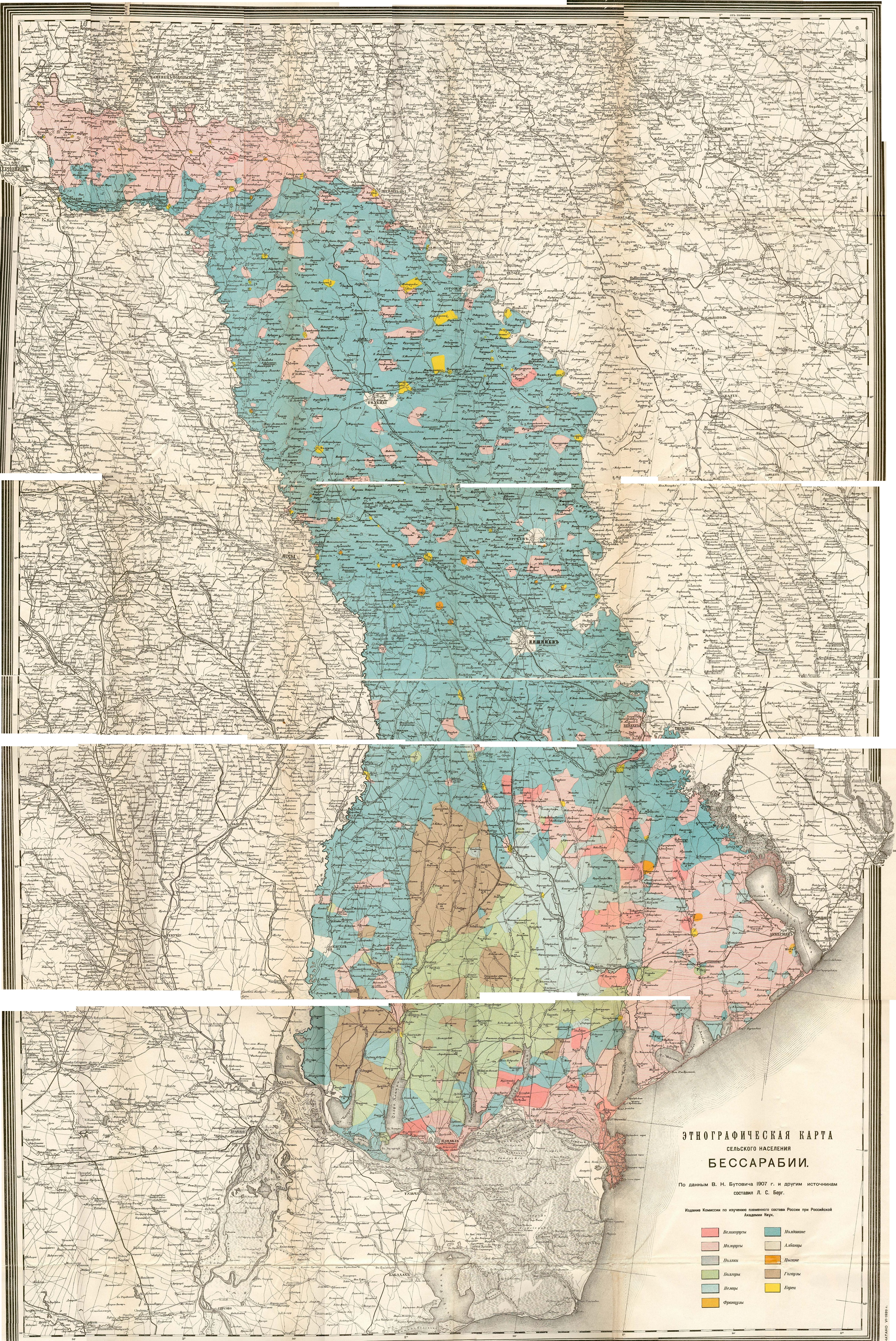
Harta etnică a Basarabiei la 1907 (întocmită de Lev Berg).

Colonizarea guberniei Basarabiei a fost un intens proces de imigrare și colonizare ce a avut loc în Basarabia țaristă, ca parte componentă a Imperiului Rus pe parcursul anilor 1812–1917 (cel mai activ, în prima jumătate a secolului al XIX-lea), proces care a avut efecte de lungă durată asupra populației și structurii etnice a teritoriului dintre Prut și Nistru.
Stăpânirea rusească de 105 ani, începută în anul 1812 în partea estică a Moldovei medievale a căutat slăbirea elementului autohton, prin aducerea unor elemnte favorabile pro-țariste, a susținut o politică de imigrare în masă din guberniile și țările vecine, fapt ce a dus la schimbări majore în structura per etnii a Basarabiei. Teritorial, imigrația nu a fost una uniformă, astfel în ținuturile din nordul și sudul Basarabiei (de exemplu, Hotin și Akkerman), ucrainenii i-au depășit numeric pe autohtonii (români) moldoveni, în timp ce în zonele rurale din centrul guberniei au rămas majoritari (românii) moldovenii.

## Context

### Anexarea

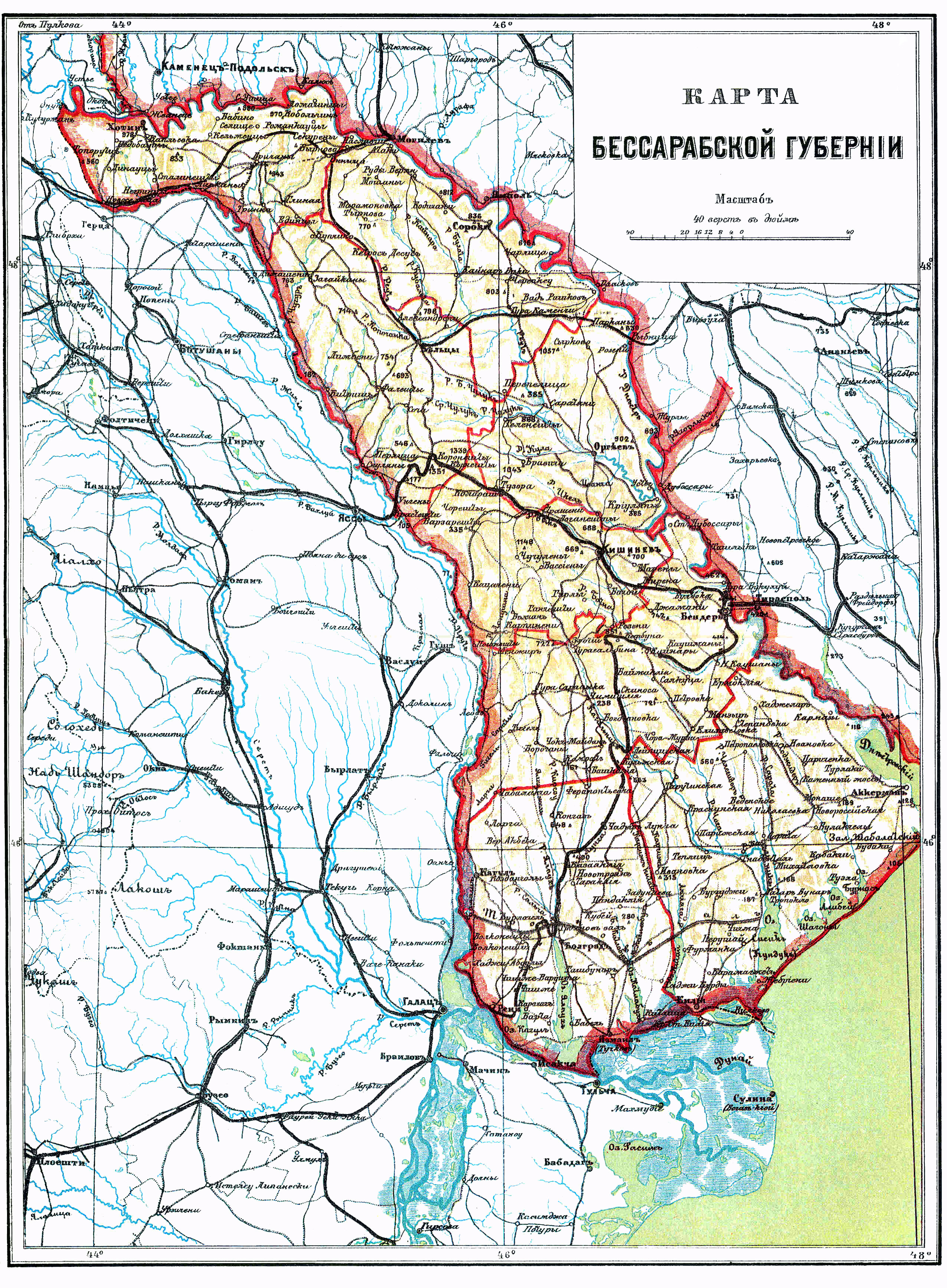
Gubernia Basarabia

În momentul în care Imperiul Rus a observat slăbirea Imperiului Otoman, a ocupat jumătatea de est a Principatului Moldovei, între Prut și Nistru. Această acțiune a fost urmată de șase ani de război, care au fost încheiați prin Tratatul de pace de la București, semnat pe 16/28 mai 1812, între Imperiul Rus și Imperiul Otoman, la încheierea războiului din 1806–1812, Rusia ca cedare teritoriul de est al Moldovei dintre Prut și Nistru, pe care l-a alăturat Ținutului Hotin și Basarabiei/Bugeacului luate de la turci, denumind ansamblul Basarabia (în 1813) și transformându-l într-o gubernie împărțită în zece ținuturi (Hotin, Soroca, Iași (partea de peste Prut), Orhei, Lăpușna, Tighina, Cahul, Ismail și Cetatea Albă, capitala guberniei fiind stabilită la Chișinău.)

#### Situația demografică la momentul anexării
Încă înainte de 1812, administrația de ocupație rusă a făcut unele aprecieri privind numărul locuitorilor din Principate, inclusiv în zona dintre Prut și Nistru. Prezentând situația anterioară anului 1806, funcționarii țariști arătau că teritoriul era populat insuficient. În perioada războiului ruso‐turc (1806–12) multe sate s‐au strămutat peste Prut. La 1810, potrivit unor date incomplete culese de ruși, între Prut și Nistru locuiau 327.199 de persoane, din care numai circa 7-8% erau ne-români. Potrivit opiniei lui Zamfir Ralli-Arbore, înainte de anexare, în ținut locuiau nu mai mult de 25-30 de mii de locuitori de origine ne-română.
După  încheierea războaielor napoleoniene, guvernul rus a organizat, în anii 1816–1817, un recensământ care ne oferă date mai exacte despre numărul locuitorilor și structura etnică a populației. Recensământul a stabilit numărul total al populației provinciei la cifra de 96.526 familii. Însă nici aceste informații nu sunt complete, fiindcă, așa cum raporta ispravnicul ținutului Orhei, mulți săteni, „văzând această scriere, înspăimântându‐se, au început a fugi de prin sate și a se dosi”. Ținând cont de fenomenele și realitățile demografice din acea perioadă, obținem următoarele date: românii reprezentau peste 76% din totalul populației, în timp ce a doua etnie ca număr, cea ucraineană, constituia 8,7%, iar celelalte șapte naționalități sub 15%.

### Premisele colonizării
Pe parcursul stăpânirii țariste, populația ținutului a sporit de la circa 493.000 persoane, în 1817, la 2.687.000, în anul 1915. Creșterea s‐a datorat nu atât sporului natural, cât mai ales masivelor colonizări efectuate de administrația țaristă. Pentru intervalul 1837–1857, statisticile oficiale constatau că, în medie, anual, au fost aduși în teritoriul pruto-nistrean peste 21.000 de coloniști.
Încă la începutul războiului ruso‐turc din 1806–12, sudul Basarabiei, fiind părăsit de câteva mii de tătari nogai care s‐au strămutat în Dobrogea, a devenit un teritoriu propice colonizărilor. În acest scop, în anii 1808–1809, autoritățile țariste au strămutat restul tătarilor nogai în Crimeea, iar pământurile acestora au intrat în proprietatea statului rus. Pe aceste terenuri, administrația a decis să colonizeze elemente etnice care să fie recunoscătoare și fidele regimului. Românii moldoveni nu făceau parte dintre acestea.
Procesul de colonizare a Basarabiei, în special a zonelor de sud, a fost inițiat cu mult timp înainte de încorporarea oficială a provinciei în cadrul imperiului. Amiralul Ciceakov îl informa, în 1812, pe țarul Alexandru I că predecesorul său, generalul Kutuzov, a creat în Basarabia condiții favorabile, ajutând coloniștii „să se așeze ieftin și potrivit cu deprinderile oamenilor din aceste ținuturi”. Totodată, românii care se refugiaseră peste Prut de frica „robiei moscălești”, au început treptat să se întoarcă la vetrele lor după ce autoritățile au promis că vor respecta vechile datini și obiceiuri moldovenești. De asemenea, în ținut au fost atrași nobili și ofițeri ruși, cărora li s‐au acordat moșii întinse. Astfel, contele Bekendorf și contele Kankrin au primit câte 28 mii desetine de pământ, contele Nesselrode și generalul Sabaneev câte 10 mii desetine etc. În total, nobililor ruși le‐au fost repartizate terenuri în ținuturile Ismail, Bender și Akkerman.
Urmărind obiective multiple, autoritățile rusești au stimulat pe parcursul secolului al XIX-lea, așezarea în Basarabia a coloniștilor (cazaci ruși, bulgari, găgăuzi, germani, elvețieni, albanezi, greci ș.a.) și imigranților (țărani ruși și ucraineni și evreii).

## Colonizarea
Printre primii coloniști s‐au numărat cazacii dunăreni, care au fost așezați în Bugeac în anul 1807, din ordinul lui Michelson, comandantul șef al armatei țariste de la Dunăre.

### Bulgari și găgăuzi
Înainte, în timpul și după încheierea războiului ruso-turc (1806–12), sudul Basarabiei a început să fie colonizat cu bulgari și găgăuzi. Primii erau partizani ai rușilor în perioada războaielor ruso-turce și se retrăgeau cu aceștia la încheierea păcilor, când se temeau de represiunile turcilor. Ceilalți erau niște turci creștinați din Bulgaria și Dobrogea, vorbind însă o limbă mai curată decât limba turcă propriu-zisă, amestecată cu elemente arabe. Ei, din cauza traiului greu, îi însoțeau pe bulgari în peregrinările lor de la nordul Dunării. Imigrarea bulgarilor și găgăuzilor s-a desfășurat în anii 1808, 1812, 1828, 1830–1834, iar centrul lor a fost în jurul orașului Bolgrad.
La 23 februarie 1832, Nicolae I a aprobat denumirile coloniilor bulgărești și găgăuzești: Beimagala, Burgugi, Camcic, Ciumlechioi, Chiuriutnea, Cuporom, Culevcea, Deljelere, Dragodan, Derment-Dere, Devlet-Agaci, Ferapontievca, Iscopolos, Iserli, Glavan, Ghiulmen, Golița, Pandacli, Selioglu, Tabac, Traianu Vechi, Trapoclu, Tvardița, Vaisal, etc.
Bulgarii și găgăuzii au fost scutiți de recrutare pentru 50 ani. Lor li s‐a garantat libertatea cultului și a meseriilor. În plus, ei au obținut dreptul de a produce rachiu fără vreo restricție. Până la 1827, în Bugeac au fost întemeiate 42 de colonii bulgărești și găgăuze. O creștere semnificativă a numărului acestor etnici s‐ a produs în urma războiului ruso‐turc din 1828–29 și a războiului Crimeei (1853–56).
La 1841, în 73 de colonii bulgare și găgăuze existau peste 64.000 de locuitori (inclusiv români). În mâinile bulgarilor și găgăuzilor din cele trei județe din sud, în anul 1853, se aflau 527,6 mii desetine de pământ arabil.

### Germani

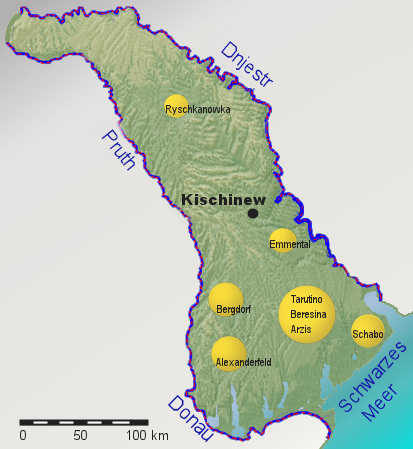
Amplasarea coloniilor germane din Basarabia la înc. sec. al XX-lea

Situaţia primelor colonii germane în Basarabia la 1818. Structura, după provenienţă, a coloniştilor varşovieni

Coloniștii germani au fost aduși mai ales din regiunile poloneze și baltice, în valuri care au cuprins anii: 1814, 1816, 1817, 1833, 1834, 1836, 1839 și 1842.
În 1814 germanii întemeiază în sudul Basarabiei prima lor colonie, Tarutino, iar din 1815 sunt formate coloniile nemțești: Krasna, Klöstitz, Kulm, Wittenberg, mai apoi, din 1816, s-au întemeiat localitățile nemțești: Arzis, Beresina, Borodino, Brienne și Leipzig. Colonia Katzbach a fost întemeiată în 1821, iar colonia Sărata în 1822. În acel an, prin decretul lui Alexandru I coloniștii germani și bulgari sunt scutiți de plata taxei către stat pe lemnul adus din Herson pentru a-l utiliza la construirea caselor de locuit și a clădirilor publice. Mai târziu au fost formate și coloniile: Alt-Posttal, Verschanpenaus (1823), Gnadental (1830), Friedenstal (1833) etc.
Germanii au primit înlesniri speciale pentru a se așeza în sudul Basarabiei. Ei au fost scutiți de impozite și prestații pe timp de zece ani; primeau un împrumut de la stat pe câte zece ani; primeau un ajutor bănesc zilnic pentru hrană din momentul așezării în Basarabia până la obținerea primei recolte; erau scutiți de orice prestație militară; le era asigurată deplina libertate a cultului. În aceste condiții, nu era de mirare că, pe lângă coloniștii nemți veniți din Ducatul Varșoviei, au preferat să vină în Basarabia și locuitori din Germania propriu-zisă, în special din Bavaria, Württemberg, etc.
Coloniștii germani au primit câte 60 desetine de pământ per familie, bani pentru înfiriparea propriei gospodării, au fost scutiți definitiv de recrutare și pentru 10 ani de plata dărilor și impozitelor. Coloniștii s‐au bucurat de libertatea de a construi biserici, de a angaja clerici și a practica fără îngrădiri propria lor religie. Drept urmare, în anii 1814–1842, au fost înființate 24 de colonii nemțești. La 1856, în ținut locuiau 24.159 de germani. Acești coloniști au adus metode și tehnici agricole moderne, rase superioare de animale, o seriozitate și o ordine exemplare. Așezați la început în partea de sud a provinciei, germanii se vor răspândi cu timpul și în regiunile centrale (Strymbeni în 1881, Alt-Onesti în 1885, Balmas și Emmental în 1886, Hirtenheim în 1887, etc) ale Basarabiei.

### Ucraineni
Așezarea ucrainenilor în Basarabia a fost stimulată de înlesnirile acordate noilor sosiți în gubernie. Însă, țăranii din Galiția și Podolia, ca urmare a persecuțiilor religioase și a iobăgiei, se așezau în satele moldovenești, în special în cele din ținutul Hotinului, încă de la începutul secolului al XVIII-lea.
După 1812, ucrainenii veneau datorită deschiderii fostei granițe a Nistrului. Mai târziu, ucrainenii au venit ca lucrători agricoli, meseriași, funcționari, militari, preoți. Primul recensământ rusesc (1817) consemna că în ținutul Hotin românii alcătuiau populația majoritară absolută, însă imigrările vor schimba treptat structura etnică în detrimentul autohtonilor. În deceniile din preajma Primului Război Mondial, Banca țărănească (o instituție menită să sprijine dezvoltarea capitalistă a agriculturii) a încercat să colonizeze cu ucraineni teritoriul de‐a lungul Prutului. În ținuturile Akkerman și Hotin, ei au ajuns, în cele din urmă, să formeze o masă însemnată (26.7% în țin. Akkerman și, majoritari, 53.2% în țin. Hotin) în 1897 și să contribuie la asimilarea elementului românesc.

În scurt timp, românii din Hotin au fost covârșiți numeric. Nordul și nord-vestul ținutului s-au rutenizat complet, dar în sud moldovenii (românii) au păstrat supremația. Ba mai mult, în zonele unde cele două etnii aveau contacte, ucrainenii se românizau. Istoricul Berg recunoștea:
|  | Trebuie de notat că rutenii hotineni, acolo unde vin în contact cu moldovenii, se românizează. Astfel, satul Colencăuți este locuit de rusnaci românizați... Un șir de cercetători au remarcat această moldovenizare a populației rutene care se întinde nu numai la limbă, ci și la felul de viață. |

 Nesterovski completa:. 
|  | Se întâmplă să intri într-un sat de aici [din ținutul Hotin] și să nu știi unde te afli, între moldoveni sau între ruteni. De jur-împrejur auzi limba ruteană, restul însă este moldovenesc. |

### Ruși
Prima categorie de țărani ruși care au venit în Basarabia au fost așa-numiții țărani „fugari”. În secolele XVIII–XIX în Basarabia au imigrat „ca lăcustele” foarte mulți țărani ruși. În Rusia țaristă se răspândeau diferite „zvonuri”, „știri false” („sluhi”) precum că Basarabia „are un pământ de aur”, „este un pământ de rai”, „de paradis”. De aceea, acești țărani șerbi nu mai voiau să lucreze gratis, degeaba la boierii ruși. Ei lăsau casele lor, moșiile boierilor și se refugiau în alte gubernii, inclusiv în Basarabia. Numai în 1810–1811 au venit în Bugeac peste 15.000 de țărani fugari ruși, dar și ucraineni. Dacă în 1812 în 12 sate rusești din Bugeac locuiau 312 familii, apoi în 1822 deja locuiau peste 1.248 de familii rusești.
A doua categorie de țărani ruși care au colonizat Basarabia erau „rascolnicii”, reprezentanții credinței de rit vechi ortodox. Ei nu au acceptat reforma bisericească a patriarhului Nikon din 1655–1656 și s-au refugiat în mai multe regiuni ale țărilor vecine, de altfel și în Basarabia. Trăiau izolat de moldoveni, se ocupau cu agricultura, vităritul și manufactura de casă, nu au studiat limba română, aplicau obiceiurile ritului vechi ortodox. În 1868 în Basarabia locuiau 9.800 de rascolnici. După datele publicate de I.A. Anțupov în 1861–1865 în ținutul Orhei trăiau 865 de rascolnici, inclusiv 250 în comuna Telenești. De asemenea mai activau în satele Ivancea și Izbiște. Din 1656 și până în 1903 în zona de nord a Basarabiei s-au refugiat circa 10.000 de rascolnici.
A treia categorie de țărani ruși care au venit în Basarabia au fost țăranii coloniști aduși de către administrația țaristă. La 21 septembrie 1826 a fost confirmată decizia cu privire la strămutarea în Basarabia a 20.000 de țărani din guberniile Cernigău, Poltava, Oriol, Kursk, Kaluga, Tula și Riazan.

### Evrei

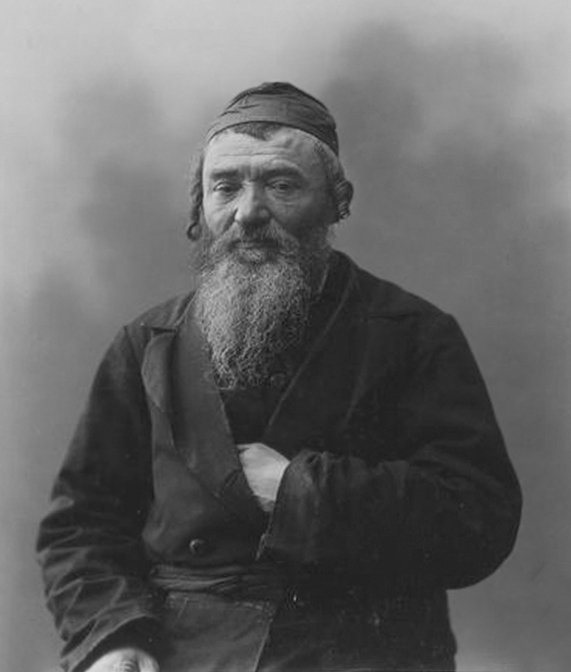
Evreu basarabean

Către anexarea din 1812, în Basarabia locuia o comunitate evreiască constantă ca număr, care număra în jurul a 20.000 de oameni. Erau 16 școli evreiești în număr de 2.100 de elevi și 70 de sinagogi. Regiunea a devenit un oarecare centru al literaturii ebraice și idiș. Către anul 1836, populația evreiască a crescut până la 94.045 de oameni, iar în anul 1897, comunitatea număra deja 228.620 de evrei (11.8% din populația guberniei). Către sfârșitul secolului XIX, evreii constituiau circa jumătate din populația Chișinăului, în număr de 125.000 oameni.
În prima jumătate a secolului al XIX-lea, evreii basarabeni nu au fost supuși acțiunii decretelor dure ale Rusiei, îndreptate împotriva evreilor. Către anul 1835, când Basarabia începea treptat să piardă autonomia și acțiunile de rusificare se înmulțeau, legile rusești îndreptate împotriva evreilor s-au aplicat și asupra evreilor din gubernie. În anii 1869, 1879, și 1891 au fost emise decrete despre exilarea evreilor din diferite orașe.
În 1903, în perioada Zilelor de Paști, la 6-7 aprilie 1903 a avut loc primul pogrom evreiesc la Chișinău, în urma acestuia au fost asasinați 49 de evrei, circa 500 au fost răniți, au fost grav deteriorate sute de case și prăvălii evreiești, circa 2.000 de familii evreiești rămânând fără adăpost.
Un al doilea pogrom evreiesc a avut loc între 19-20 octombrie 1905, în timpul căruia 19 evrei au fost asasinați și 56 au fost răniți. De această dată, câțiva evrei au organizat detașamente de autoapărare, pentru a-și apăra comunitatea. Cunoscuta poezie Ве-Ir ha-Haregah („În orașul de masacru”), autor Haim Nahman Bialik, a fost scrisă după a doilea masacru al comunității evreiești din Chișinău. Pogroamele din 1903 și 1905 au influențat puternic comunitatea evreiască din Basarabia, mii de evrei emigrând în Statele Unite.

### Elvețieni
În zona de astăzi a orașului Șaba (regiunea Odesa, Ucraina de azi), chiar lângă limanul Nistrului, au fost aduși coloniști elvețieni. Cei mai mulți proveneau din zona Basel-ului, care se confrunta cu mari dificultăți economice. De altfel, în Basel există chiar și în prezent o stradă care se numește Bassarabien Strasse. Alții proveneau din zona Vaud, de lângă malul lacului Geneva, renumită în epocă pentru viticultura ei. Cel care a fost artizanul aducerii elvețienilor în Basarabia a fost perceptorul împăratului rus Alexandru I, Frédéric-César de La Harpe. Acesta a obținut, în anul 1821, un ucaz imperial, care oferea elvețienilor un teritoriu însemnat pentru ferme, scutiri de serviciul militar, libertatea confesiunii și scutiri de impozite pe 10 ani. Primii elvețieni au început să vină în Basarabia, în anul următor (1822).
Elvețienii, de religie calvină, au construit una dintre cele mai frumoase așezări din Basarabia. Casele lor, străzile și biserica protestantă erau considerate drept repere ale arhitecturii din zona Bugeacului, iar vinurile obținute de coloniștii elvețieni erau apreciate atât la mesele magnaților din Rusia, dar și de aristocrații de la curtea țarului. Documentele arată că relațiile dintre coloniștii elvețieni și populația majoritară românească au fost tot timpul excelente.
Declinul coloniei elvețiene din Bugeac a început la câteva zeci de ani de la stabilirea coloniștilor la Șaba. Autoritățile țariste au anulat o mare parte dintre privilegiile coloniștilor elvețieni. Unii dintre ei au fost deznaționalizați. Alții au părăsit Basarabia după ce această provincie a fost anexată de Uniunea Sovietică.

## Date statistice
Structura etnică în 1817
     Moldoveni (76,4%)
     Ucraineni (8,7%)
     Bulgari și Găgăuzi (5,1%)
     Evrei (4,5%)
     Ruși (2%)
     Germani (1,4%)
     Țigani (0,7%)
     Alții (1,2%)
Structura etnică în 1897
     Moldoveni (47,6%)
     Ucraineni (19,7%)
     Evrei (11,8%)
     Ruși (8%)
     Bulgari (5,3%)
     Germani (3,1%)
     Găgăuzi (2,9%)
     Țigani (0,5%)
     Alții (1,1%)

### Structura etnică
| Grup Etnic       | 1817    | 1817    | 1856    | 1856    | 1897      | 1897      |
| Grup Etnic       | Număr   | %       | Număr   | %       | Număr     | %         |
| ---------------- | ------- | ------- | ------- | ------- | --------- | --------- |
| Moldoveni/Români | 377,200 | 76,4    | 676.100 | 68,2    | 920.900   | 47,6      |
| Ucraineni        | 43.000  | 8,7     | 126.000 | 12,7    | 382.100   | 19,7      |
| Evrei            | 22.100  | 4,5     | 78.800  | 7,9     | 228.200   | 11,8      |
| Ruși             | 10,000  | 2,0     | 20.000  | 2,0     | 155.800   | 8,0       |
| Bulgari          | 25.200  | 5,1%    | 48.200  | 4,9%    | 103.500   | 5,3       |
| Găgăuzi          | 25.200  | 5,1%    | 48.200  | 4,9%    | 56.000    | 2,9       |
| Germani          | 6.600   | 1,4     | 24.200  | 2,4     | 60.200    | 3,1       |
| Țigani           | 3.500   | 0,7     | 11.500  | 1,1     | 8.600     | 0,5       |
| Greci            | 3.200   | 0,6     | 3.000   | 0,3     | 2.700     | 0,1       |
| Armeni           | 2.700   | 0,5     | 2.700   | 0,3     | 2.100     | 0,1       |
| Alții            | –       | –       | 1.400   | 0,1     | 17.000    | 0,9       |
| Total (loc.)     | 493.500 | 493.500 | 991.900 | 991.900 | 1.935.400 | 1.935.400 |

### Alfabetizare
| Grup etnic       | Bărbați % | Femei % |
| ---------------- | --------- | ------- |
| Germani          | 63,5      | 62,9    |
| Polonezi         | 55,6      | 52,9    |
| Evrei            | 49,6      | 24,1    |
| Belaruși         | 42,3      | 11,5    |
| Ruși             | 39,9      | 21,1    |
| Bulgari          | 31,4      | 6,4     |
| Găgăuzi          | 21,1      | 3,4     |
| Ucraineni        | 15,3      | 3,1     |
| Moldoveni/Români | 10,5      | 1,7     |
| Țigani           | 0,9       | 0,3     |

## Consecințe
Ca urmare a politicii de colonizare, promovată cu asiduitate de autoritățile țariste, Basarabia și-a schimbat radical structura națională. Dacă la 1817, românii constituiau peste 75% din totalul populației, ultimul recensământ țarist înregistra scăderea ponderii românilor sub 48% (47.6%), aceștia transformându‐se din majoritate absolută în majoritate relativă. Însă datele statistice, obținute de către funcționarii ruși în epoca unui absolutism cunoscut prin politica sa de rusificare și oprimare a naționalităților, nu pot fi privite ca veridice în totalitate. Astfel, în anul 1912, Nikolai Lașcov, în lucrarea aniversară, intitulată O sută de ani de la trecerea Basarabiei către Rusia, 1812‐1912, constata:
„Poporul cel mai vechi în Basarabia sunt moldovenii, după datele oficiale 48 la sută, în realitate moldovenii formează 70 la sută din toată populația.”
 Presupunând că un anumit număr de români știutori ai limbii ruse au fost trecuți la rubrica „ruși”; în acest sens, istoricul Alexandru Boldur a realizat niște calcule estimative, arătând că moldovenii ar fi putut reprezenta circa 52% din totalul locuitorilor ținutului. Recent, în baza unei analize critice a datelor recensământului de la 1897, cercetătorul Louis Roman a ajuns la concluzia că, de facto, românii constituiau 55,1%, ucrainenii 18,0%, evreii 12,45%, rușii 6,7%, bulgarii și găgăuzii 4,7%, alții 3% din totalul populației.
Mult mai defavorabilă pentru românii basarabeni a devenit situația în mediul urban. Politica de colonizare a ținutului, privilegiile acordate unor
etnii care se așezau în târgurile și orașele basarabene, rusificarea administrației și a vieții publice au făcut ca, la 1897, populația orășenească să fie constituită din 37,2% evrei, 24,4% ruși, 15,8% ucraineni și doar 14,2% moldoveni. De asemenea, anumite mutații au survenit în structura confesională a Basarabiei. La sfârșitul secolului al XIX‐lea, 84,36% dintre basarabeni erau ortodocși, 11,65% erau mozaici, 2,88% protestanți, 0,95% catolici, 0,13% reprezentanți ai altor culte creștine și 0.03% musulmani.

### În Bugeac

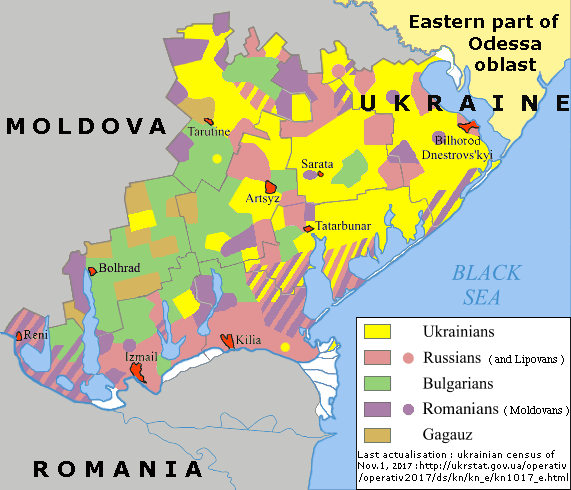
Aceiași regiune, după recensământele ucrainene din sec. XXI.

În urma politicii de colonizare, populația Bugeacului va crește de la circa 40.000 de locuitori, în anul 1812, la 297.642, în 1859. Sub impactul măsurilor administrative rusești, structura etnică a sudului Basarabiei a devenit predominant ne-românească.
Astfel, în câțiva ani, Bugeacul a devenit un veritabil mozaic de naționalități. Deja în 1827, conform unei statistici, populația sa era repartizată astfel: români 33,6%, bulgari și găgăuzi 22,8%, ucraineni 19,4%, ruși și lipoveni 9,1%, germani 5,7%, polonezi 2,9%, evrei 2,4%, greci 1,9%, armeni 0,9%, alții 1,3%. În mare însă, proporțiile vor rămâne aceleași pe tot parcursul secolului, românii continuând să dețină majoritatea relativă în regiune.
În februarie 1877, prefectul județului Ismail raporta primului ministru I. C. Brătianu că în acest județ locuiau doar 15% români față de 68% ruși și bulgari. În județul Bolgrad, locuitorii români încă mai erau majoritari, cu 57%, în timp ce bulgarii au atins deja cota de 43%. După reanexarea sudului Basarabiei la Rusia (1878), procesul de modificare a structurii etnice a zonei a continuat. Potrivit datelor ultimului recensământ rusesc din 1897, în Bugeac locuiau 704.436 persoane (români, ruși, ucraineni, bulgari, găgăuzi, germani, greci, albanezi, evrei, etc.).

## Galerie de imagini

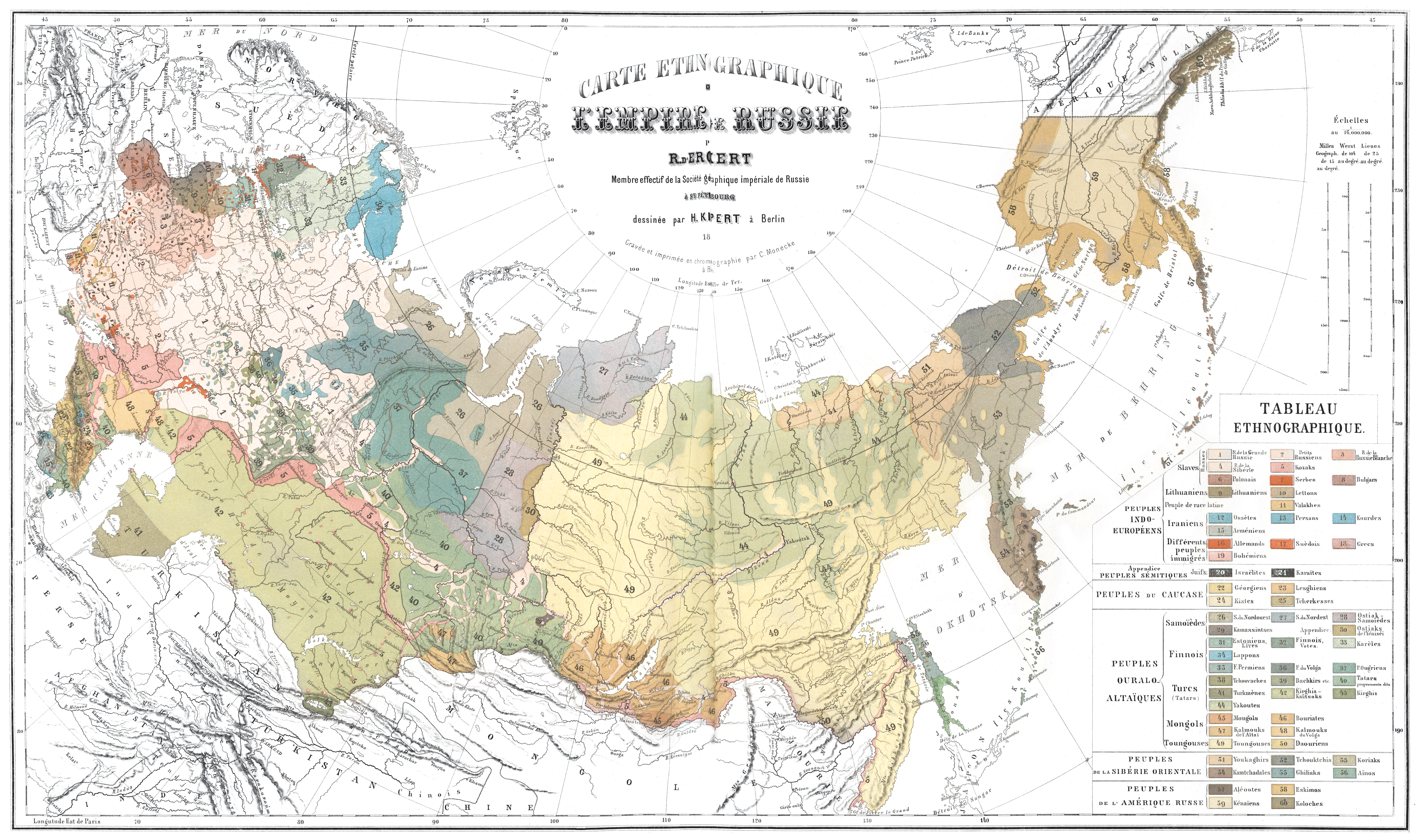
Harta etnică în limba franceză a Imperiului Rus la 1862. Moldovenii/românii apar sub numărul 11 cu denumirea „valakhes” (vlahi) probabil transcris din cuvântul rus „волохи”.
Dispersia vorbitorilor de română în Imperiul Rus, conform recensământului din 1897.

## Vezi și
- Districtele coloniale ale Basarabiei
- Bulgari basarabeni
- Găgăuzi
- Germani basarabeni
- Coloniile evreiești din Basarabia